# Chelostoma emarginatum
Chelostoma emarginatum är en biart som först beskrevs av Nylander 1856.  Chelostoma emarginatum ingår i släktet blomsovarbin, och familjen buksamlarbin. Inga underarter finns listade i Catalogue of Life.